# Martins Dukurs
Martins Dukurs (Riga, Letònia 1984) és un esportista letó, especialista en esports d'hivern i guanyador de dues medalles olímpiques. Ha estat quatre cops guardonat com a esportista letó de l'any en categoria masculina.

## Biografia
Va néixer el 31 de març de 1984 a la ciutat de Riga, capital en aquells moments de la República Socialista Soviètica de Letònia (Unió Soviètica) i que avui dia és la capital de Letònia. És germà del també esportista Tomass Dukurs.

## Carrera esportiva
Especialista en tobogan, va participar als 21 anys als Jocs Olímpics d'Hivern de 2006 realitzats a Torí (Itàlia, on finalitzà setè en la prova individual masculina d'aquesta disciplina. En els Jocs Olímpics d'Hivern de 2010 realitzats a Vancouver (Canadà) fou nomenat abanderat del seu país en la Cerimònia inaugural dels Jocs i aconseguí guanyar la medalla de plata, un metall que revalidà en els Jocs Olímpics d'Hivern de 2014 realitzats a Sotxi (Rússia).
Al llarg de la seva carrera ha guanyat tres medalles en el Campionat del Món de Tobogan, dues d'elles d'or, i cinc medalles en el Campionat d'Europa de la mateixa especialitat, totes elles d'or. Així mateix ha guanyat cinc vegades la Copa del Món de l'especialitat (2009-10, 2010-11, 2011-12, 2012-13, 2013-14).